# Tim Parks
Tim Parks (Manchester, 19 dicembre 1954) è uno scrittore e giornalista britannico naturalizzato italiano.
È autore di molti romanzi e di saggi. È stato traduttore di romanzi dall'italiano in lingua inglese per autori quali Alberto Moravia, Italo Calvino, Antonio Tabucchi e Roberto Calasso.

## Biografia
Tim Parks ha trascorso la sua adolescenza a Londra e ha compiuto gli studi universitari presso il Downing College di Cambridge conseguendo una laurea in lingua e letteratura inglese. Successivamente, ha conseguito un master in letteratura americana presso l'Università Harvard.
Sposato con un'italiana, vive a Verona dal 1981. Dal 1991 insegna Traduzione letteraria e Traduzione tecnico-scientifica all'Università IULM di Milano.

### Attività letteraria
Tim Parks è autore di numerosi romanzi e saggi di carattere letterario tra i quali sono noti Europa, con cui è stato tra i finalisti del premio Booker Prize nel 1997, e A Season with Verona (trad. it. Questa pazza fede, Einaudi): il saggio riporta l'esperienza che l'autore ha vissuto nella tifoseria del Verona. Il romanzo Cleaver (trad. it. Il silenzio di Cleaver) invece è largamente ambientato nel paesino di montagna di Lutago, nella provincia autonoma di Bolzano.

### Attività giornalistica
Tim Parks collabora con diverse testate italiane, inglesi e americane. Molti dei suoi articoli o racconti sono pubblicati sul New Yorker, sulla New York Review of Books e sul Daily Telegraph.

### Opere accademiche
Negli anni, Tim Parks ha affrontato il tema della traduzione letteraria. Numerose sono le sue opere di carattere accademico, pubblicate in Italia, Inghilterra e Stati Uniti,fra cui Translating Style (Cassell, London, 1996; trad. it.Tradurre l'inglese, Bompiani, Milano, 1997), con saggi sulle traduzioni italiane di vari autori inglesi - Virginia Woolf, James Joyce, David Herbert Lawrence e Samuel Beckett, Henry Green, Barbara Pym;

### Riconoscimenti
Nel 2008 ha ricevuto la cittadinanza onoraria di Verona e le chiavi della città dal sindaco Flavio Tosi e il premio Cangrande dal vicepresidente della provincia di Verona Antonio Pastorello con la motivazione secondo cui avrebbe difeso l'onore di Verona rifiutandosi di scrivere un articolo negativo sulla città commissionatogli da un tabloid inglese, che avrebbe avuto lo scopo di screditare la città stessa.
È molto tifoso dell'Hellas Verona.

## Opere

### Narrativa

#### Serie di Morris Duckworth
- Cara Massimina (Cara Massimina, Hodder & Stoughton, 1990), trad. Rita Baldassarre, Collana Letteraria, Bompiani, Milano, 1999.
- Il fantasma di Mimì (Mimi's Ghost, Secker & Warburg, 1995), traduzione di Giovanna Granata, Collana I grandi tascabili n.1321, Milano, Bompiani, 2015, ISBN 978-88-452-8030-6.
- Morte in mostra, traduzione di E. Gallitelli, Collana Narratori stranieri, Milano, Bompiani, 2016, ISBN 978-88-452-8221-8.

#### Altri romanzi
- Lingue di fuoco (Tongues of Flame, Heinemann, 1985), trad. Rita Baldassarre, Collana Fabula, Adelphi, Milano, 1995. [ romanzo vincitore dei premi Somerset Maugham e Betty Trask ]
- Loving Roger, romanzo, Heinemann, 1986, vincitore del John Llewellyn Rhys Prize[6].
- Home Thoughts, romanzo, Collins, 1987.
- Keeping Distance, racconto, pubblicato nella raccolta 20 Under 35, Sceptre, 1988 trad. it Distanza di sicurezza, nella raccolta La camera, Hefti Edizioni, Milano, 1995
- Family Planning, romanzo, Collins, 1989.
- The Room, pubblicato nella raccolta New Woman, New Fiction, Pan Books, 1990, trad. it La camera, nella raccolta La camera, Hefti Edizioni, Milano, 1995
- Bontà (Goodness, Heinemann, 1991), romanzo, Il Saggiatore, Milano, 2007.
- Fuga nella luce (Shear, Heinemann, 1993), trad. G. Scatasta, Collana Fabula, Adelphi, Milano, 1998.
- Europa, Secker & Warburg, 1997, romanzo nella rosa dei candidati per il Booker Prize.
- Adulterio e altri diversivi (Adultery and Other Diversions, Secker & Warburg, 1998), Collana Piccola Biblioteca n.446, Adelphi, Milano, 2000.
- Destino (Destiny, Secker & Warburg, 1999), trad. G. Granato, Collana Fabula, Adelphi, Milano, 2001.
- La doppia vita del giudice Savage (Judge Savage, Secker & Warburg, 2003), trad. S. Artoni, Collana Fabula, Adelphi, Milano, 2005, ISBN 978-88-459-1993-0.
- Talking About it, romanzo, Hesperus Press Ltd, 2005
- Rapids, romanzo, Vintage, 2005.
- Il silenzio di Cleaver (Cleaver, Vintage), Il Saggiatore, Milano, 2006, ISBN 978-88-428-1383-5.
- Sogni di fiumi e di mari. Romanzo, Collana Scrittori Italiani e Stranieri, Milano, Mondadori, 2011, ISBN 978-88-04-59794-0.
- Il sesso è vietato (Sex is Forbidden. A Novel, Arcade Publishing, 2013), traduzione di Giovanna Granato, Collana Narratori stranieri, Milano, Bompiani, 2013, ISBN 978-88-452-7228-8.
- A dispetto delle regole, (3 racconti) Collana Short, Barbera, 2013, ISBN 978-88-789-9569-7.
- In Extremis (In Extremis, 2017), traduzione di E. Gallitelli, Milano-Firenze, Bompiani, 2018, ISBN 978-88-452-9319-1.
- Il cammino dell’eroe, Milano, Rizzoli, 2022.

#### Saggistica
- Italiani (Italian Neighbours, Heinemann, 1992), trad. Rita Baldassarre, Bompiani, Milano, 1995.
- Un'educazione italiana (An Italian Education), Bompiani, Milano, 1996.
- Questa pazza fede. L'Italia raccontata attraverso il calcio (A Season with Verona, Secker & Warburg, 2002), trad. Massimo Bocchiola, Collana Stile libero, Einaudi, Torino, 2002; ora Collana I Grandi Tascabili, Bompiani, Milano, 2014, ISBN 978-88-452-7612-5.
- La fortuna dei Medici. Finanza, teologia e arte nella Firenze del Quattrocento (Medici Money. Banking, Metaphysics and Art in Fifteenth Century Florence, Secker & Warburg, 1999), Collezione Le Scie, Mondadori, Milano, 2006; Collana Tascabili.Saggi, Milano, Bompiani, 2018, ISBN 978-88-452-9601-7.
- Insegnaci la quiete. Uno scettico sperimenta la via della guarigione (Teach Us To Sit Still. A Skeptic's Search for Health and Healing), trad. Rita Baldassarre, Collana Strade Blu. Non fiction, Mondadori, Milano, 2010, ISBN 978-88-046-0212-5.
- Romanzi pieni di vita, collana Saggi tascabili, traduzione di E. Gallitelli, Roma, Laterza, 2014, ISBN 978-88-581-1241-0.
- Coincidenze. Sui binari italiani da Milano a Palermo (Italian Ways. On and Off the Rails from Milan to Palermo), traduzione di G. Granato, Collana Overlook, Milano, Bompiani, 2014, ISBN 978-88-452-7558-6.
- Di che cosa parliamo quando parliamo di libri, trad. E. Gallitelli, Torino, UTET, 2015.

#### Editoria accademica
- Translating Style, Cassell, London, 1996.
- Tradurre l'inglese, Collana Strumenti, Bompiani, Milano, 1997.